# Сейла Бенгабіб
Сейла Бенгабіб ([ˈseɪlə ˌbɛnhəˈbiːb] нар. 9 вересня 1950 року) — американська вчена, філософ сефардського походження народжена в Туреччині. Вона є професоркою політичних наук та філософії у Єльському університеті й була керівницею програми з Етики, політики та економіки у 2002—2008 роках. Бенгабіб добре відома своїми працями в сфері політичної філософії, які спираються на критичну теорію та феміністичну політичну теорію. Вона чимало писала про філософів Ганну Арендт та Юрґена Габермаса, а також про тему людської міграції. Вона є авторкою численних книг і отримала кілька престижних премій як визнання її праці.

## Вибрана бібліографія

### Книги
- Exile, Statelessness, and Migration: Playing Chess with History from Hannah Arendt to Isaiah Berlin (Princeton University Press, 2018)
- Dignity in Adversity: Human Rights in Troubled Times (Polity, 2011)
- Politics in Dark Times: Encounters with Hannah Arendt (editor; Cambridge University Press, 2010)
- Another Cosmopolitanism (Oxford University Press, 2006)
- The Rights of Others (Cambridge University Press, 2004)
- The Reluctant Modernism of Hannah Arendt (Rowman and Littlefield, 2003)
- The Claims of Culture (Princeton University Press, 2002)
- Democracy and Difference (Princeton University Press, 1996)
- Situating the Self: Gender, Community and Postmodernism in Contemporary Ethics (Routledge, 1992)
- Feminist Contentions: A Philosophical Exchange (with Judith Butler, Nancy Fraser, and Drucilla Cornell; Routledge 1994) ISBN 9780415910866
- Critique, Norm and Utopia. A Study of the Foundations of Critical Theory (Columbia University Press, 1986)

### Статті
- «Modernity and the Aporias of Critical Theory». TELOS[en] 49 (Fall 1981). New York: Telos Press [Архівовано 12 червня 2019 у Wayback Machine.]